# Мушкино (Томская область)
Мушкино — село в Чаинском районе Томской области, Россия. Входит в состав Подгорнского сельского поселения.

## История
Основано в 1913 году. По данным 1926 года в посёлке Мушкинском имелось 49 хозяйств и проживало 179 человек (в основном — русские). В административном отношении входила в состав Подгорнского сельсовета Чаинского района Томского округа Сибирского края.

## Население
| 1926 | 1931 | 1940 | 1956 | 1995 | 1996 | 1997 |
| ---- | ---- | ---- | ---- | ---- | ---- | ---- |
| 179  | ↗227 | ↗335 | ↘236 | ↗288 | ↘269 | ↗274 |
| 1998 | 1999 | 2002 | 2010 | 2012 | 2013 | 2014 |
| ↘262 | ↗272 | ↗275 | ↗288 | ↘286 | ↘284 | ↗286 |
| 2015 | 2021 |      |      |      |      |      |
| ↘280 | ↘252 |      |      |      |      |      |

Половой состав
По данным Всероссийской переписи населения 2010 года в гендерной структуре населения мужчины составляли 48,6 %, женщины — соответственно 51,4 %.
Национальный состав
По данным 1926 года в селе проживали в основном русские.
Согласно результатам переписи 2002 года, в национальной структуре населения русские составляли 96 %.